# NBA Live 98
NBA Live 98 é um jogo eletrônico parte da série de jogos NBA Live que foi desenvolvido pela EA Sports e publicado pela Electronic Arts e lançado em 11 de Novembro de 1997.